# Косово (Медынский район)
Ко́сово — деревня в Медынском районе Калужской области . Входит в состав сельского поселения «деревня Романово».

## География
Деревня расположена на одном из притоков реки Шаня, в 5,7 км на юго-запад от Медыни.

## История
В 1782 году сельцо Косово принадлежало Савве Устиновичу Новосильцеву. В сельце — 14 дворов и 77 крестьянских душ по ревизии.
В 1859 году — владельческое сельцо Косово на левой стороне Московско-Варшавского шоссе. В нём 23 двора и 172 жителя.
После реформ 1861 года деревня вошла в Богдановскую волость.
В 1920 году - 30 дворов и 211 жителя.

## Население
| 2002 | 2010 |
| ---- | ---- |
| 34   | ↘30  |

историческая численность населения
В 1859 году 172 жителя.
В 1892 году проживало 266 человек, в 1913 году — 268 человек.

## Инфраструктура
Деревня не газифицирована.

## Транспорт
Через Косово проходит автодорога А101.